# De Rechtvaardigen
De Rechtvaardigen (Frans: Les Justes) is een toneelstuk uit 1949 van de Franse schrijver Albert Camus.

## Situering
Het stuk speelt zich af in tsaristisch Rusland in het begin van de 20ste eeuw, meer bepaald in Moskou in het woelige jaar 1905. Tsaar Nicolaas II was in 1894 zijn vader tsaar Alexander III (1845-1894) opgevolgd en voerde een reactionaire politiek omdat zijn hervormingsgezinde vader tsaar Alexander II (1818-1881) door een extreem-linkse terreurgroep/bevrijdingsbeweging werd vermoord in 1881. In 1887 was een moordaanslag gepland op tsaar Alexander III door onder anderen de broer van Lenin, die na de mislukking werd terechtgesteld door ophanging. Lenin zelf werd wegens zijn marxistische activiteiten in 1895 gearresteerd en leefde van 1907 tot 1900 in Siberië als balling.
In januari 1905 werd er betoogd tegen de tsaar, maar zijn troepen schoten aan het Winterpaleis in Sint-Petersburg op de massa (de zgn. Bloedige Zondag). In juni 1905 brak er muiterij uit op de oorlogsbodem Potemkin, in oktober 1905 volgde nog een algemene staking, er werden arbeidersraden (sovjets) opgericht die grondige hervormingen eisten van de autocratische tsaar Nicolaas II (1868-1918). De bolsjewieken zorgden voor nog meer agitatie en radicalisering.
Het stuk werd door de Frans-Algerijnse linkse intellectueel Camus geschreven in 1949.

## Inhoud
De Rechtvaardigen is een historisch stuk, liefdestragedie en filosofisch werk waarin het morele dilemma wordt uitgewerkt of het gebruik van revolutionair geweld gerechtvaardigd is om een einde te maken aan onrechtvaardige uitbuiting. De ideeën van de anarchisten Bakoenin en Kropotkin komen hier aan bod.
Bedrijf 1In een appartement in Moskou bereiden vijf communistische revolutionairen een aanslag voor op de conservatieve, meedogenloze grootvorst Sergej Aleksandrovitsj van Rusland (1857-1905), vijfde zoon van tsaar Alexander II. Naast de kennismaking met de hoofdpersonages, wordt vooral de sfeer van spanning, illegale activiteit en angst geschetst. Ook de argumenten om de aanslag te rechtvaardigen komen aan bod.
Bedrijf 2In spanning wordt gewacht op de terugkeer van de revolutionairen die de aanslag moeten uitvoeren. Kaliayev keert terug in tranen omdat hij de aanslag deed mislukken vermits hij de bom niet durfde gooien naar de koets van de groothertog. Er zaten namelijk ook twee (onschuldige) kinderen in de koets, de neef en het nichtje van groothertog Sergej.
Bedrijf 3De jongste revolutionair verlaat de groep, de anderen staan lijnrecht tegenover elkaar met harde argumenten en verwijten. Er wordt beslist tot een tweede poging. Het geluid van een ontploffing suggereert dat de aanslag deze keer wel gelukt is.
Bedrijf 4Maar Kaliayev werd opgepakt en in de cel gegooid. Daar wordt hij bewerkt door de cynische politiechef. Maar hij krijgt ook onverwachts bezoek van de groothertogin. Zij probeert hem te doen inzien dat hij een mens vermoord heeft. Hij ziet het niet als een moord, maar als een daad van gerechtigheid.
Bedrijf 5In het appartement is het bang afwachten of ze zullen verraden worden of Kaliayev zal geëxecuteerd worden. Dora wil nieuwe aanslagen plegen zodat ze door een zelfmoordactie zal verenigd worden met haar dode geliefde.

## Personages
- Kaliayev: idealistische revolutionair, denker, poëet
- Dora: geliefde van Kaliayev, sociaal bewogen gedreven door rechtvaardigheid en liefde voor het gewone volk
- Stepan: rechtlijnige, onbuigzame revolutionair die de bestaande onrechtvaardige situatie wil vernietigen met alle mogelijke middelen
- Boris Annenkov: leider van de terroristische cel, bezorgd om de eenheid van de groep
- Voinov: jonge student met linkse sympathie die wil meehelpen aan het revolutionair ideaal, maar soms twijfelt, aarzelt, bang is
- Foka: gewone gevangene die zijn straf kan verminderen door terechtstelling van andere gevangenen uit te voeren (slachtoffer en beul)
- Shouratov: cynische politiechef die de gevangen Kaliayev probeert te dwingen zijn medestanders te verraden in ruil voor zijn leven
- Groothertogin Elisabeth van Hessen-Darmstadt (1864-1918): vrome, oprechte echtgenote/weduwe van de vermoorde groothertog Sergej